# Franz Antel
Franz Josef Antel (né le 28 juin 1913 à Vienne et mort le 11 août 2007 dans la même ville) est un réalisateur, producteur de cinéma et journaliste autrichien.
Il est aussi connu sous son pseudonyme François Legrand.

## Biographie
Franz Antel tourne soit sous son vrai nom Franz Antel soit à partir de 1967 sous le pseudonyme de François Legrand des films dans le genre « érotico-parodique » sur fond d'histoire notamment autour du personnage de Napoléon. Il réalise une saga en quatre parties d'après la pièce Der Bockerer d'Ulrich Becher et Peter Preses. 

## Filmographie partielle

### Réalisateur
- 1946 : Österreich ruft die Welt (court métrage)
- 1948 : La Maison chantante (Das singende Haus)
- 1949 : Kleiner Schwindel am Wolfgangsee
- 1949 : Forellen-Quintett von Franz Schubert (court métrage, TV)
- 1950 : Où l'optimisme est roi (Auf der Alm, da gibt’s koa Sünd)
- 1951 : Le Vieux Pécheur (Der alte Sünder)
- 1951 : Ève hérite du paradis (Eva erbt das Paradies)
- 1952 : Hallo Dienstmann
- 1952 : Der Mann in der Wanne
- 1952 : Ideale Frau gesucht (de)
- 1952 : Der Obersteiger
- 1953 : Heute nacht passiert's (de)
- 1953 : Une valse pour l'empereur (Kaiserwalzer)
- 1953 : Ein tolles Früchtchen (de)
- 1954 : Les Fruits les plus doux (de) (Die süßesten Früchte)
- 1954 : Roses du Sud (de) (Rosen aus dem Süden)
- 1954 : Manœuvres impériales (Kaisermanöver)
- 1954 : L'Été et les amours (Verliebter Sommer)
- 1955 : Ainsi va l'amour (Ja, so ist das mit der Liebe)
- 1955 : Espion, colonel Redl (de) (Spionage)
- 1955 : Pays de mes amours (Heimatland)
- 1955 : Le Congrès s'amuse (Der Kongreß tanzt)
- 1956 : Symphonie en or (Symphonie in Gold)
- 1956 : La Fortune sourit aux vagabonds (Lumpazivagabundus)
- 1956 : Le Bal de l'empereur (Kaiserball)
- 1956 : Mariés pour rire (Roter Mohn)
- 1957 : Le bonheur est dans la rue (Das Glück liegt auf der Straße)
- 1957 : Les Envoyées du paradis (Vier Mädels aus der Wachau)
- 1957 : Le Chant du bonheur (Heimweh … dort, wo die Blumen blühn)
- 1958 : Les Enfants du cirque (Solang’ die Sterne glüh’n)
- 1958 : Ah ! quelles vacances ! (de) (Ooh … diese Ferien)
- 1958 : Amour, chansons et soldats (de) (Liebe, Mädchen und Soldaten)
- 1959 : Le Trésor des SS (Der Schatz vom Toplitzsee)
- 1960 : Les Cloches sonnent pour tout le monde (Die Glocke ruft)
- 1961 : … und du mein Schatz bleibst hier
- 1961 : L'Auberge du Cheval noir (Im schwarzen Rößl)
- 1962 : Matelots, v'là l'amour ! (de) (Das ist die Liebe der Matrosen)
- 1962 : Les Folles Vacances (de) (Ohne Krimi geht die Mimi nie ins Bett)
- 1962 : Le Bandit et la Princesse (...und ewig knallen die Räuber)
- 1963 : L'Auberge enchantée (Im singenden Rößl am Königssee)
- 1964 : Vienne reste toujours Vienne (Die ganze Welt ist himmelblau)
- 1964 : Petit Déjeuner avec la mort (Frühstück mit dem Tod)
- 1964 : Marika, un super show (Die große Kür)
- 1964 : Bons baisers du Tyrol (Liebesgrüße aus Tirol)
- 1965 : Le Superbe Étranger (Ruf der Wälder)
- 1966 : 00Sex am Wolfgangsee
- 1967 : Le Grand Bonheur (Das große Glück)
- 1967 : Mieux vaut faire l'amour (Susanne – die Wirtin von der Lahn)
- 1968 : Otto a un faible pour les femmes (Otto ist auf Frauen scharf)
- 1968 : La Tour de Nesle (Der Turm der verbotenen Liebe)
- 1969 : Oui à l'amour, non à la guerre (Frau Wirtin hat auch einen Grafen)
- 1969 : L'Auberge des plaisirs (Frau Wirtin hat auch eine Nichte)
- 1969 : Confessions d'un bigame (Warum hab’ ich bloß 2× ja gesagt?)
- 1969 : Les petites chattes se mettent au vert (Liebe durch die Hintertür)
- 1970 : Suzanne joue de la trompette (de) (Frau Wirtin bläst auch gern Trompete)
- 1970 : Ma nièce est plus forte en amour (de) (Frau Wirtin treibt es jetzt noch toller)
- 1970 : De l'ambiance dans la boîte (de) (Musik, Musik – da wackelt die Penne)
- 1971 : Mon père, le singe et moi (Mein vater der affe und ich)
- 1971 : Il y a toujours un fou (Einer spinnt immer)
- 1972 : Tout se déchaîne au Wolfgangsee (Ausser rand und am Wolfgangsee)
- 1972 : Ils le baptisèrent Krambambuli (Sie nannten ihn Krambambuli)
- 1972 : Die lustigen Vier von der Tankstelle (de)
- 1972 : Les 69 Dalmatiennes (de) (Blutjung und liebeshungrig)
- 1973 : Frau Wirtins tolle Töchterlein
- 1973 : Blau blüht der Enzian (de)
- 1973 : Das Wandern ist Herrn Müllers Lust (de)
- 1975 : Die gelbe Nachtigall (de) (TV)
- 1975 : Trinita, une cloche et une guitare (de) (Zwei tolle Hechte – Wir sind die Größten)
- 1975 : Wenn Mädchen zum Manöver blasen (de)
- 1976 : Riche et respectable (Ab morgen sind wir reich und ehrlich)
- 1977 : Treize femmes pour Casanova (Casanova & Co.)
- 1978 : Das Love-Hotel in Tirol (de)
- 1979 : La Fac en délire (Austern mit Senf)
- 1981 : Der Bockerer
- 1982 : Ohne Ball und ohne Netz (TV)
- 1987 : Johann Strauss, le roi sans couronne (Johann Strauß – Der König ohne Krone)
- 1988 : Die Lacher Macher (TV)
- 1989 : In der Trafik (TV)
- 1990 : Die Kaffeehaus-Clique (TV)
- 1992 : Die Zwillingsschwestern aus Tirol (de) (TV)
- 1993 : Almenrausch und Pulverschnee (de) (série télévisée, 8 épisodes)
- 1994 : Mein Freund, der Lipizzaner (de) (TV)
- 1996 : Der Bockerer II - L'Autriche est libre (de) (Der Bockerer II – Österreich ist frei)
- 2000 : Der Bockerer III – Le Pont d'Andau (de) (Der Bockerer III – Die Brücke von Andau)
- 2003 : Der Bockerer IV - Le printemps de Prague (de) (Der Bockerer IV – Prager Frühling)

### Producteur
- 1935 : Mélodies immortelles (Unsterbliche Melodien) de Heinz Paul
- 1936 : Spiel an Bord de Herbert Selpin
- 1940 : Ma fille est millionnaire (de) (Meine Tochter lebt in Wien) de E. W. Emo
- 1963 : Bal masqué à Scotland Yard (Maskenball bei Scotland Yard) de Domenico Paolella
- 1964 : Un cœur plein et les poches vides (...e la donna creò l'uomo) de Camillo Mastrocinque
- 1977 : Arrête ton char... bidasse ! de Michel Gérard
- 1975 : Les Héros meurent jeunes (de) (Die Brücke von Zupanja) de Harald Philipp
- 1978 : Poliziotto senza paura de Stelvio Massi